# أليس ساباتيني
أليس ساباتيني (12 أكتوبر 1996) عارضة أزياء إيطالية وحاملة لقب ملكة جمال ولاعبة كرة سلة سابقة. فازت بلقب ملكة جمال إيطاليا عام 2015 .

## سيرة
وُلدت ساباتيني في أوربيتيلو (توسكانا) ونشأت في مونتالتو دي كاسترو (لاتسيو).
لعبت بين عامي 2011 و 2015 مهاجماً  في فريق كرة السلة المحترف سانتا مارينيلا وترقى الفريق في النهاية إلى دوري الدرجة الأولى الإيطالي في عام 2014. شاركت في نسخة 2013 من Miss Grand Prix، وفازت بفرقة الآنسة تيسانوريكا.

### ملكة جمال أيطاليا 2015
في عام 2015، شاركت ساباتيني في مسابقة ملكة جمال إيطاليا.  خلال المسابقة، اكتسبت سمعة سيئة بشكل غير متوقع عندما سُئلت في أي فترة من التاريخ كانت تود أن تعيش فيها، فأجابت "في عام 42" كثيرًا مما أثار صدمة المتفرجين، وكان منطقها هو أنها، كامرأة،  كانوا سيشهدون الحرب العالمية الثانية دون الاضطرار إلى خوضها.  وفي النهاية فازت بالتاج في 21 سبتمبر، لكنها تعرضت لسخرية شديدة بسبب إجابتها. وبعد أيام قليلة من فوزها باللقب، سُئلت ساباتيني خلال مقابلة مع شخصيتها التاريخية الإيطالية المفضلة، فأجابت "مايكل جوردان"، كونها من أشد المعجبين به.  وأدى ذلك إلى وابل آخر من السخرية. وبسبب السخرية التي تصاعدت ضدها، انتهى بها الأمر فيما بعد إلى المعاناة من الاكتئاب ونوبات الذعر.[بحاجة لمصدر]